# Coasta Vâscului
Coasta Vâscului falu Romániában, Fehér megyében.

## Fekvése
Csertés közelében fekvő település.

## Története
Coasta Vâscului korábban Csertés része volt, 1956 körül vált külön 170 lakossal.
1966-ban 168, 1977-ben 162, 1992-ben 133, 2002-ben pedig 99 román lakosa volt.